# Spirostreptus trilineatus
Spirostreptus trilineatus är en mångfotingart som beskrevs av Daday. Spirostreptus trilineatus ingår i släktet Spirostreptus och familjen Spirostreptidae. Inga underarter finns listade i Catalogue of Life.